# Педосівська сільська рада (Погребищенський район)
| Педосівська сільська рада — колишній орган місцевого самоврядування у Погребищенському районі Вінницької області з адміністративним центром у с. Педоси. Сільській раді підпорядковані населені пункти: - с. Педоси - с. Малинки |

## Склад ради
Рада складається з 12 депутатів та голови.

## Керівний склад сільської ради
| ПІБ                         | Основні відомості                                            | Дата обрання | Дата звільнення |
| --------------------------- | ------------------------------------------------------------ | ------------ | --------------- |
| Довгополюк Тамара Василівна | Сільський голова, 1969 року народження, освіта, позапартійна | 26.03.2006   | 31.10.2010      |
| Довгополюк Тамара Василівна | Сільський голова, 1969 року народження, освіта вища          | 31.10.2010   |                 |

Примітка: таблиця складена за даними джерела